# Жайон
Жайо́н (фр. Jaillon) — коммуна во французском департаменте Мёрт и Мозель региона Лотарингия. Относится к  кантону Домевр-ан-Э.	

## География
Жайон расположен в 18 км к северо-западу от Нанси. Соседние коммуны: Эньере на юго-востоке, Вилле-Сент-Этьенн на юге, Франшвиль на юго-западе, Авренвиль на северо-западе.

## История
- На территории коммуны находятся следы галло-романской культуры и были обнаружены многочисленные римские монеты. Здесь проходил древнеримский тракт Лион-Трир.
- Здесь находился командный пункт тамплиеров.

## Демография
Население коммуны на 2010 год составляло 353 человека.
| 1962 | 1968 | 1975 | 1982 | 1990 | 1999 | 2010 |
| ---- | ---- | ---- | ---- | ---- | ---- | ---- |
| 213  | 180  | 166  | 179  | 249  | 302  | 353  |

## Достопримечательности
- Древнеримская дорога Реймс-Мец.
- Некрополь эпохи Меровингов, найденный в 1869 году.
- Развалины замка XVI—XVII веков, останки XVIII века.
- Церковь XIX века.